# 炎の英雄 シャープ
炎の英雄 シャープ（ほのおのえいゆうシャープ）はバーナード・コーンウェル原作の小説であり、TVドラマである。ここではTVドラマについて扱う。本国イギリスでは1993年からITVが放送し、日本ではCSのミステリチャンネルが、2005年11月から字幕版で放送した。2013年3月から、CSのチャンネル銀河で週1度放送され、同年11月からも週2回放送中である。

## 概要
ナポレオン戦争時のヨーロッパ、孤児院で育ち、叩き上げでイギリス陸軍の英雄となった将校、リチャード・シャープの活躍を描くフィクション戦記である。19世紀の始め、ナポレオンのフランスに対抗して、イギリスはスペインと対仏同盟を結び、ポルトガルを拠点に交戦する。当時、第95ライフル連隊の軍曹であったリチャード・シャープは、ウェルズリー将軍（後のウェリントン公爵）を敵から救った武勲により中尉に昇進し、「選ばれし者」と呼ばれる精鋭ライフル部隊の指揮官をまかされる。貴族出身の将校が当たり前の時代、シャープは辛酸をなめつつも任務を遂行し、出世して行った。
この物語は、イギリスの国民文学ともいえる海洋冒険小説『ホーンブロワー』の陸軍版を目指して執筆され、本国で大ベストセラーとなった。
当初はポール・マッギャンがシャープを演じる予定だった。

## ストーリー
第1話 第95ライフル部隊　原題 Sharpe's Rifles
1809年、イギリス軍の軍曹シャープは、フランスの槍騎兵に襲われそうになった将軍ウェルズリー（ウェリントン公爵）を助け出し、これがもとで中尉へ昇進、「選ばれし者達(Chosen Men)」と任務に就くことになるが、成り上がり者のシャープを快く思わないハーパー軍曹と殴り合いとなってしまう。彼らの今後は如何に…。
第2話 イーグルを奪え　Sharpe's Eagle
1809年。手柄を立てるべく、ウェルズリーの参謀、ホーガン少佐の作戦に乗ったシャープだが、傲慢な貴族のシマーソン大佐率いる”サウスエセックス隊”と同行しなければならなくなった。、シマーソンの部下も素行が悪く、しかも作戦中に敵軍が現れ、シマーソンがフランス軍の進軍を許して、大敗北に陥る。サウスエセックス隊唯一のシャープの理解者、レノックス少佐は、墓前に皇帝の鷲（イーグル）を建ててくれと言い残して戦死する。シマーソンはウェルズリーに雷を落とされ、シャープに恨みを抱く。一方でシャープは、サウスエセックス隊を実戦に向けて鍛錬し、フランス軍とタラベラで会戦することとなる。
第3話　怒りの突撃　Sharpe's Company
1812年、スペイン。ウェリントンのスペイン侵攻が始まるが、シャープが頼りにしていたローフォード大佐が、負傷で戦線離脱する。そんな中、スペインの女ゲリラ、テレサとシャープの間に娘が生まれる。テレサは一旦、赤ん坊を残して来たバダホースに戻り、一方ローフォードの代行にはウィンダム大佐、そして軍曹のオバダイアが加わるが、このオバダイアからシャープは不当に降格され、ハーパーを鞭打ちにさせられる。汚名をそそぐべく、バダホース攻略の決死隊へ志願するも、ウェリントンにダメ出しをされるシャープ。しかし、バダホース攻略で多くの犠牲者が出て、上官に返り咲いたシャープは、味方を引き連れてバダホースへと攻め込む。攻略は成功するのか、そして、テレサと赤ん坊を救い出せるのか。
第4話　死闘の果て　Sharpe's Enemy
1813年、ポルトガル。スペイン国境付近でにらみ合う英仏両軍の周囲には、常にゲリラや脱走兵が潜伏していた。軍を脱走したオバダイアは、イギリス軍大佐ファージンデールの妻を誘拐して、身代金を請求する。シャープ達のところへ、人質の夫であるファージンデール大佐が訪れ、妻を救出しようとするが、オバダイアはシャープを身代金の運び手としていた。ハーパーと約束の場所へ到着したシャープは、身代金を払うが、後になってオバダイアは、厚かましくも倍額を請求する。シャープは、部隊を引き連れて強引にファージンデール夫人を救出し、少佐に昇進して、選ばれし者達と脱走兵達の一掃作戦に出るが、人数ではるかに上回るフランス軍が接近しつつあった。
第5話　失われた名誉　Sharpe's Honour
1813年、スペイン。ナポレオンはロシア遠征失敗で落ち込み、スペインではイギリスの侵攻が続いていた。そんな時、ナポレオンの側近デュコー少佐の計略により、シャープは処刑される破目になる。しかしこれには裏があった。処刑の際にウェリントンとネヤーンに救われ、ハーパーと共に、この事件の大元であるスペイン将校の妻を監禁先から助け出し、デュコーが元凶であることがわかる。しかしシャープは、フランス軍に捕われ、デュコーから拷問を受けてしまう。ハーパーはこのことをネヤーンに伝え、選ばれし者達とシャープ救出に向かう。
第6話　秘められた黄金　Sharpe's Gold
1813年、スペイン。スペインの残存兵を始末したウェリントンは、フランス侵攻をもくろみ、選ばれし者達やサウスエセックス隊は、フランスの荷車部隊を襲う。しかしロッド軍曹が裏切り、略奪品を持って行方をくらます。帰路に着いたシャープたちは、憲兵のエアーズ中尉と出くわす。エアーズは、シャープの仲間のスキリコーンを、鶏1羽を奪ったとして縛り首にしてしまう。そんな折、ウェリントンの親戚のベスとエリーがやって来て、ベスの夫の捜索を依頼したが断られる。次に、怪しい宗教を信じるゲリラのリーダー、エル・カスコなる人物がやって来た。エル・カスコはロッドを捕虜にしており、引き換えにベイカー銃を要求する。その任務を引き受けたシャープたちに、ベスとエリーがついて来てしまう。
第7話　狼の報復　Sharpe's Battle
1813年、ピレネー地方。ピレネー山脈にまで迫るイギリス軍と抵抗するフランス軍。補給隊の援護をしていたシャープたちは途中ではぐれ、補給物資を奪われたことを知って、賊のあとを追う最中に、ゲリラの襲撃を受ける。このゲリラは狼旅団というフランス側のゲリラで、そのうちの一人を処刑したシャープは、狼旅団に狙われることになる。その頃、ウェリントンへ、スペインのフェルナンド王から、スペインの精鋭部隊派遣の知らせが届き、彼らをシャープに鍛えさせて前線へ送ろうとウェリントンは考える。鍛錬中、敵からのデマや、スペイン兵の逃亡が相次ぐが、最後には、シャープの熱意がスペイン側の信頼を勝ち取る。そんな時、狼旅団にシャープたちは狙われる。
第8話　シャープの剣 Sharpe's Sword
1813年、スペイン。フランス軍はスペインからほぼ撤退するも、反撃の機会を窺うナポレオン。そのためにイギリスのスパイ”エル・ミラドール”を捕らえる必要があり、ラルー大佐を送りこんだ。一方でエル・ミラドールを救うため、ラルー大佐殺害の命を受けるシャープ。ある時それらしき人物を捕まえるも、結局逃げられてしまう。フランス軍が立てこもる砦に、逃げ込んだラルーを追うイギリス軍。しかし逆に反撃を受け、上官のバークリー大佐が戦死、シャープも重傷を負うが、周囲の人々の看病で完治し、シャープは、選ばれし者達とサウスエセックス隊を率いて、再び砦攻略に向かう。
第9話　消えた大隊 Sharpe's Regiment
1813年、スペイン。シャープとサウスエセックス隊はフランスに苦戦し、負傷兵が増えて戦力が落ちていた。おまけにロス少将から、補充どころか、サウスエセックス隊解隊の可能性があると知らされ、シャープとハーパーがイギリスの陸軍本部で確認を取ると、本来700人近くいるはずの兵が、養成所には老兵や負傷兵が10人ばかりであった。さらに調査を続ける2人は命を狙われる。なおも調べていくと、シマーソンと陸軍大臣フェナー卿の企みで、サウスエセックス隊の新兵を売買していたことがわかる。しかし両者の悪行の証拠がなかなかつかめず、無論新兵もやって来ない。この状況を、シャープとハーパーは打開できるのか。
第10話　絶望の要塞 Sharpe's Siege
1813年、スペインとフランス国境。イギリス軍はやはり苦戦を強いられていた。そんな折、ウェリントンの元へ、反ナポレオンで、ブルボン朝に忠誠を誓うフランスの貴族マケール伯爵が訪れ、ボルドーの民衆蜂起のため、イギリス軍の助力を求める。その代償にウェリントンは、マケールの城の貸与を申し出るが、断られる。城の見取り図を作るために、シャープと、バムフィルド大佐の皇太子義勇連隊が派遣される。未経験かつ無鉄砲なバムフィルドを見かねたシャープは、ハーパーの虫歯にかこつけて城を乗っ取るが、手柄を独り占めするため、バムフィルドはシャープたちを追い出す。そこへ、デュコーが化けたアーコンの町長とマケールがやって来る。
第11話　英雄譚の真実 Sharpe's Mission
1810年、選ばれし者達と行動を共にしていたブランド少佐はその後大佐に昇進し、2年後の1813年、ウェリントンを訪れ、シャープたちとのロッハ砦の火薬庫爆破を持ちかける。爆破専門のパイクロフト少佐は、かつての爆破での負傷が尾を引いていたものの、結局引き受けることになる。しかしその前に、イギリス軍と共にいたロハ族が惨殺され、ハリスに疑いがかけられたため、ブランド部隊とロス少将が先に出発し、選ばれし者達とパイクロフト少佐らは遅れてロッハ砦へ向かった。途中、フランス兵の遺体を発見するが、ブランド隊が戦った形跡がなく、成り行きの不自然さから、シャープたちは、爆破作戦は、ブランドが便乗したフランスの策略だとわかる。ロスに一時撤退を進められるが、シャープとパイクロフトはロッハ砦へ向かう。
第12話　運命の復讐 Sharpe's Revenge
1814年、トゥールーズ（フランス）。敗色濃厚なフランス。シャープとロスは、トゥールーズ制圧のためにフランス軍を猛攻撃し、この時デュコーは再びシャープのせいで面目を失う。その後、ナポレオン失脚の知らせが来て戦争は終わったが、シャープはウィグラム大佐と決闘する破目になる。そのころシャープの妻ジェーンは、決闘のうわさを聞き、懲らしめのために、友人モリーとシャープの１万ギニーの預金をおろす。これを聞いたシャープは急遽帰国を決めたが、ナポレオンの財宝強奪の濡れ衣を着せられる。これはデュコーの陰謀だった。さらにシャープは、決闘相手のウィグラムが仕切る裁判に出頭させられる。このことを悲しんだジェーンは、ロセンデールと名乗る男相手に不倫を働き、1万ギニーを使い果たす。一方シャープは自らの無実を晴らそうとする。
第13話　ヨークシャーの闇 Sharpe's Justice
1814年、イギリス。ナポレオン戦争終結後帰国したシャープは、ロセンデールが奪った1万ギニーを取り戻そうとするも、別の任務で、ハーパーと生まれ故郷のヨークシャーへ向かう。戦後のことで兵士は失職、軍需産業の労働者も賃金が下げられ、ぎりぎりの生活をしていた。彼らの暴発を抑えるために、シャープは工場主パーフィットに雇われたのだが、ヨークシャーの任務は、ロンドンから遠ざけるためのロセンデールの策略だった。そんなある日、ロセンデールに土地相続の知らせが届くが、それは、シャープが任務に就いている場所の近くであった。そのシャープは、トルーマンなるアジテーションが得意な男が、労働者と集会を開くという情報に、鎮圧に乗り出すことになる。
第14話　ワーテルロー Sharpe's Waterloo
1815年、ナポレオン・ボナパルトはエルバ島を抜け出し、フランスの皇帝として返り咲いた。除隊していたシャープは、恋人ルシールと農場暮らしをしていたが、戦争再開の知らせに、ルシールとの誓いを反故にして戦地に赴き、ハーパー、ハリス、ハグマンと再会する。しかし中佐シャープが配属されたオランダ軍の総司令官、ウィレム王子は何とも頼りなく、シャープを困らせる。そしてロセンデールもこの戦いに参加していた。ナポレオンはワーテルローで連合軍を迎え撃つことになるが、連合軍の頼みの綱、プロイセン軍がまだ到着していなかった。ナポレオン軍が攻撃を開始する中、シャープ、そしてハーパー、ハリス、ハグマンの運命はどうなるのか。
ドラマに登場するサウスエセックス連隊は、原作者コーンウェルが創造した架空の連隊である。
2007年放送分（続編）

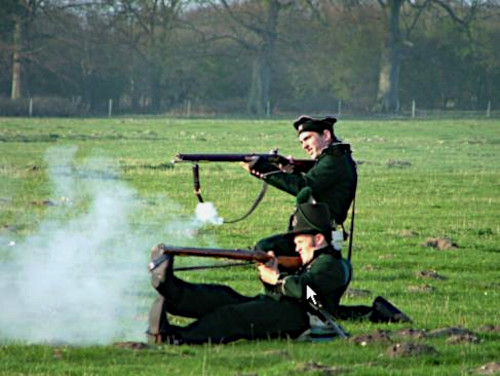
第95ライフル部隊の再演

- 炎の英雄 シャープ　〜新たなる挑戦　 マハラジャの城砦〜　
- 炎の英雄 シャープ　〜全滅の危機〜　

続編の「シャープ　〜新たなる挑戦　 マハラジャの城砦」では、シャープとハーパーが、イギリスを発ってインドへ行き、東インド会社の貨物馬車に乗ってそのままマドラスへ向かう。この一行には、臨月が近い身重の女性や、婚約者に会いに行く、気の強いフランス人女性のマリー・アンジェリクもいた。東インド会社の上層部が恐れる、チトゥーなる有名な山賊が仕切る地域を旅するシャープたち。チトゥーの攻撃に、東インド会社幹部はなすすべなく、シャープが、300マイルにわたって一行を指揮する。また、この地の治安の責任者ながら、堕落し、かつ無慈悲なドラゴミロフ大佐から村人を守ろうとする。

## キャスト
選ばれし者達（Chosen Men）

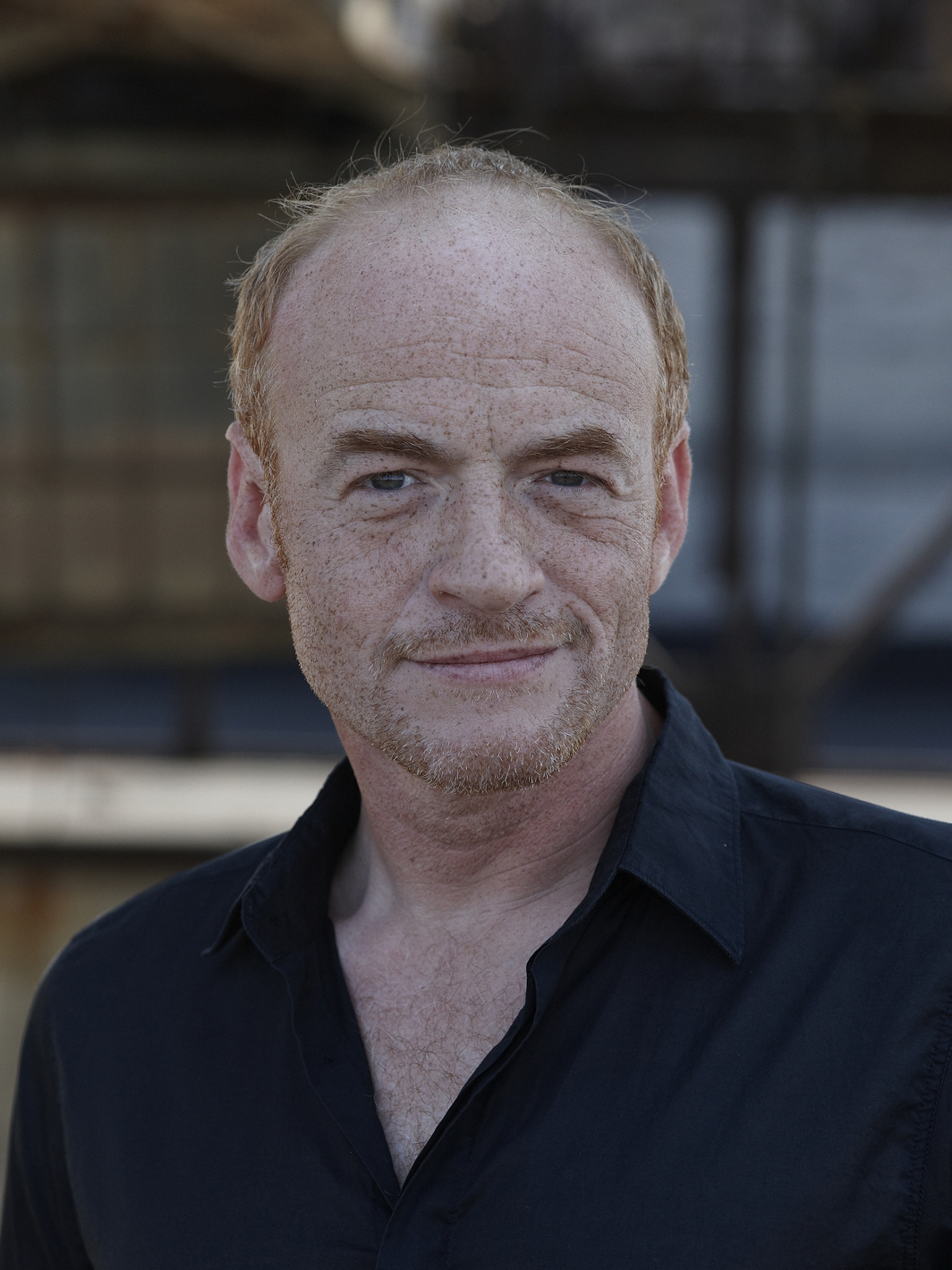
ハリス役のジェイソン・サルキー

- リチャード・シャープ: ショーン・ビーン（声：てらそままさき）
- パトリック・ハーパー: ダラフ・オマリー（声：西前忠久）
- ハグマン: ジョン・タムズ（声：青山穣）
- ハリス: ジェイソン・サルキー（声：髙階俊嗣）
- パーキンソン: リンドン・デイビス（声：岸本周也）
- クーパー: マイケル・ミヤーズ（声：武虎）
- タング: ポール・トラッセ

その他
- ホーガン少佐：ブライアン・コックス
- テレサ・モレノ:アスンプタ・セルナ（声：幸田夏穂）
- サー・ヘンリー・シマーソン:マイケル・コクラン
- ウェリントン（ウェルズリー将軍）:ヒュー・フレイザー、デビッド・スルートン（声：中多和宏）
- ロス少将：ジェームズ・ローレンソン
- ジェーン・シャープ：アビゲール・クラッテンデン
- デュコー少佐：フェオドール・アトキン
- ナポレオン：ロン・クック

続編
- ドラゴミロヴ大佐：ヴェリボル・トピック
- マリー・アンジェリーク：ベアトリス・ローゼン
- ランス・ナイク・シン：ラザ・ジェフリー
- マハラニ・パドミニ：ナンダナ・セン

## スタッフ
- 原作:バーナード・コーンウェル
- 監督:トム・クレッグ
- 脚本:ヨーガン・ハリス
- 制作総指揮：ミューア・サザーランド、テッド・チャイルズ
- 制作：マルコム・クラドック
- ラインプロデューサー：パヴェル・ドゥーヴィゾン
- 音楽：ドミニク・マルドウニー、ジョン・タムズ
- 撮影：アイヴァン・ストラスバーグ
- 編集：ロビン・セールズ
- キャスティング：ジョン・ハバード、ロス・ハバード
- 効果：アンドリュー・モロ
- 美術：フィリップ・エルトン
- 衣装：ジョン・モロ

## ライフル部隊と兵器

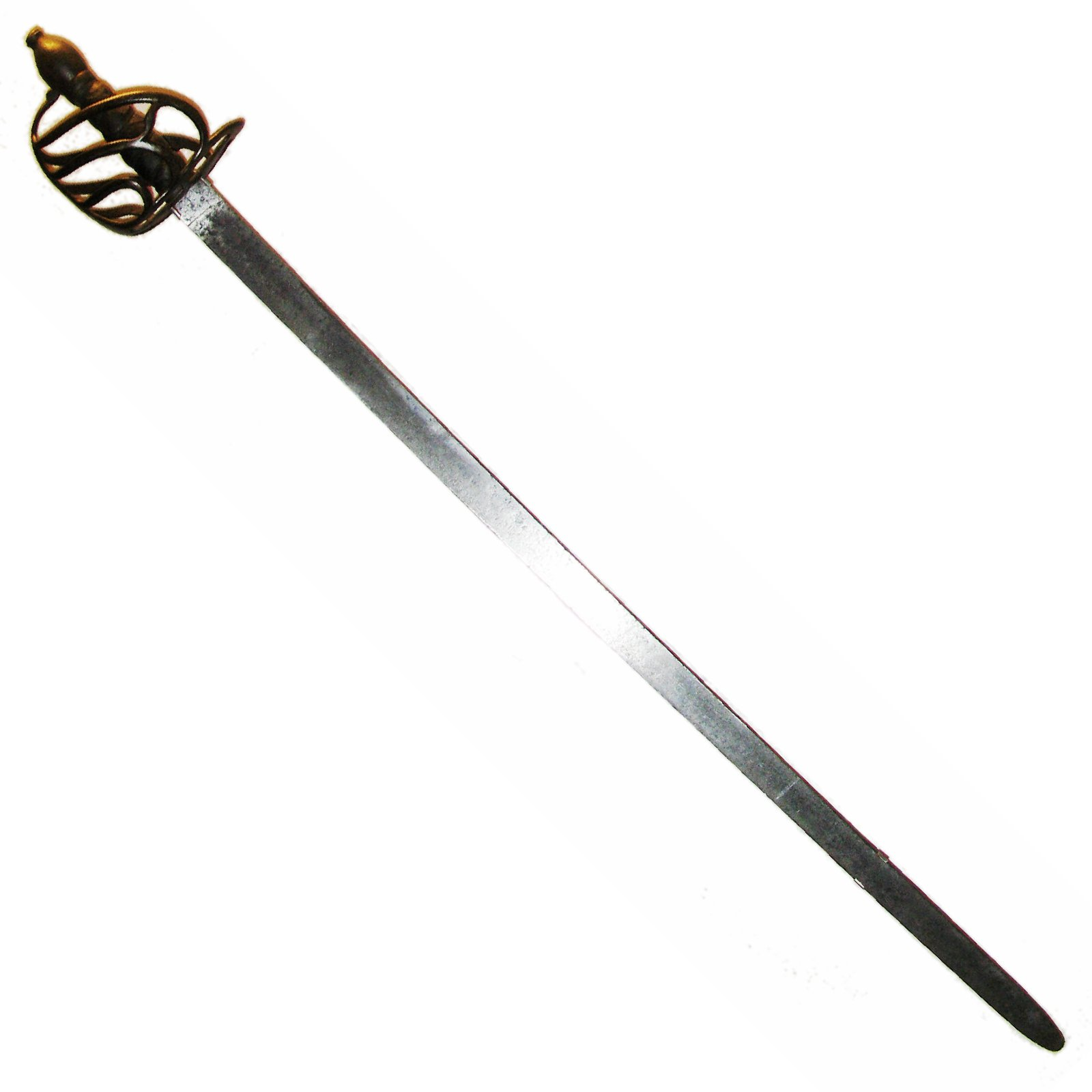
1796年型重騎兵の剣

### 第95ライフル部隊
第95連隊のまたはライフル連隊は、1800年に創設され、95番を振り当てられたのが1803年のことである。この連隊には動きの激しい兵が多く、シャープは主に任務についている際、作戦用に改良された制服を着ている。この制服は緑色で、それ以外の装身具は銀または黒である。
第95連隊の仇名「ライフルズ」は、当時の兵器は、ヨーロッパの軍隊での火器はマスケット銃が中心であったためである。また「スイープス」とも呼ばれた、これは黒っぽい緑色の制服から来たもので、その黒っぽさが煙突掃除人（スイーパー）のすすけた様子を連想させたからである。また、イベリア半島での戦いの間、フランス軍の間では「いなご」として有名だった。
このテレビ作品の中で、中尉に昇進したシャープが、士官の制服をホーガン少佐から受け取る場面がある。この制服はすでにその時点でブレードとボタンが取れており、左肘の部分に穴が開いていた。この当時はすでに男性の辮髪もかつらもすたれており、シャープも髪を短くしている。

### ベイカー銃と1796年型の剣
シャープのライフル部隊が使うライフルは、1800年型の歩兵隊のもので、その考案者である銃工のエゼキエル・ベイカーにちなんでベイカー銃と名付けられた。これは実際ナポレオン戦争時に、イギリス軍のライフル部隊が使っていた銃で、635口径の先込め銃である。それ以前の、各部隊から支給された銃とは違い、軍レベルで支給された最初のライフル銃でもあった。それ以前の、たとえばアメリカ独立戦争で使われたような、銃身が長い滑腔砲のマスケット銃とは違い、銃身がより短く、小型の、ドイツやロシアの「猟兵」（イェーガー）ライフルに範をとっていた。正確さと耐久性とに主眼を置いたこの銃は、その後1838年まで作り続けられ、1812年の米英戦争や、テキサス革命時のメキシコ軍でも用いられた。
マレイ大尉からシャープに与えられた「完璧な剣」は1796年の重騎兵の剣であった。これは片刃の剣で、先が、日本刀のように斧状にとがっている。やはり日本刀のように人を斬るためのものだったが、日本刀よりも武骨な印象があった。それゆえにこの剣は、とりわけ、ナポレオン戦争中のイギリス軍の歩兵連隊や騎馬隊に、頑健な雰囲気を与えた。また殺傷能力も高く、ナポレオン戦争時のフランス軍士官が、イギリス軍の使用に抗議したほどであった。

## DVD
日本発売品
- 商品名 炎の英雄　シャープ　DVD-BOX 1
- 発売日 2006年2月24日
- 税込価格　￥29,400